# Diocesi di Glasgow e Galloway
La diocesi di Glasgow e Galloway (in latino Dioecesis Glasguensis et Gallovidiana, in inglese United Diocese of Glasgow and Galloway) è una sede della Chiesa episcopale scozzese. Nel 2020 contava 4.014 battezzati su 2 milioni di abitanti. È retta dal vescovo Kevin Pearson.

## Territorio
La diocesi copre le antiche contee di Dunbartonshire, Renfrewshire, Lanarkshire, Ayrshire, Wigtownshire, Kirkcudbrightshire, Dumfriesshire e parzialmente lo Stirlingshire.

## Storia
L'attuale diocesi di Glasgow e Galloway riprende i territori di due antiche diocesi medievali scozzesi, la diocesi di Glasgow (Glasguensis) e la diocesi di Galloway (Galloviana sive Candida Casa).

### Diocesi di Glasgow
La diocesi di Glasgow, elevata al rango metropolitano nel 1492, riuscì a mantenere una continua linea episcopale fino al tardo Seicento, quando il passaggio al calvinismo comportò l’interruzione dell’istituzione episcopale nella Chiesa di Scozia ufficiale. L'arcivescovo John Paterson fu deposto nel 1689 ma continuò ad essere vescovo della Chiesa episcopale scozzese (proibita dopo la rivoluzione del 1688) fino alla morte nel 1708. A lui succedettero altri vescovi "clandestini" finché la Chiesa episcopale scozzese non fu ufficialmente riconosciuta.

### Diocesi di Galloway
La diocesi di Galloway, l’unica in Scozia di matrice anglosassone, entrò in grave crisi dopo la Riforma nel Cinquecento, e cadde definitivamente in rovina dopo le rivoluzioni calviniste del Seicento. Il vescovo John Gordon seguì in esilio Giacomo II Stuart. Morì a Roma nel 1726.

### La diocesi episcopale
In seguito alla legalizzazione della Chiesa episcopale scozzese seguita alla riconciliazione con l’anglicanesimo tra Settecento e Ottocento, una nuova sede unita fu creata nel 1837.

## Cronotassi
- 1837–1848: Michael Russell
- 1848–1859: Walter Trower
- 1859–1888; William Wilson
- 1888–1903: William Harrison
- 1904–1921: Ean Campbell
- 1921–1931: Edward Reid
- 1931–1938: Russell Darbyshire
- 1938–1952: John How
- 1952–1974: Francis Moncreiff
- 1974–1980: Frederick Goldie
- 1981–1991: Derek Rawcliffe
- 1991–1998: John Taylor
- 1998–2009: Idris Jones
- 2010–2018: Gregor Duncan[1][2]
- 2020– : Kevin Pearson[3]

## Statistiche
La diocesi nel 2020 su una popolazione di due milioni persone contava 4.100 battezzati, corrispondenti allo 0,3% del totale.